# 北河原家
北河原家（きたかわらけ）は、藤原北家閑院流室町家庶流にあたる華族の男爵家。いわゆる「奈良華族」の一つ。

## 歴史
権大納言四辻公績（四辻家は明治以降室町家と改名）の五男公憲を家祖とする。公憲は奈良興福寺に入れられ中蔵院住職となったが、明治元年（1868年）に勅命により復飾。明治2年（1869年）に堂上格を与えられて一家を起こし北河原を家号とした。明治8年（1875年）に華族に列し、明治17年（1884年）7月7日の華族令施行で華族が五爵制になると、翌8日に公憲が男爵に叙された。
2代男爵の公平は貴族院の男爵議員に当選して務めるとともに奈良瓦斯社長などを務めた実業家だった。3代子爵の公海の代に北河原男爵家の住居は奈良市雑司町にあった。

## その他の北河原家
- 摂津国豊島郡石蓮寺村の一族の北河原家。池田光重の家臣北河原興茂作は慶長の役に従軍して朝鮮で戦死[1]。